# 五紀暦
五紀暦（ごきれき）は、中国暦の一つで、かつて中国や日本などで使われていた太陰太陽暦の暦法である。
中国の唐の天文学者の郭献之が編纂した暦法である。中国では、宝応元年（762年）から建中4年（783年）までの22年間用いられた。ただし、この改暦は安史の乱後に衰微した唐王朝の権威再建を図る代宗によって強引に進められたものとされ、実際には大衍暦で採用された天文定数をその前の麟徳暦（日本における「儀鳳暦」）の形式に改めただけとされている。
そのため、日本では天応元年（781年）に一度は改暦が検討されたものの、実施には至らなかった（『類聚三代格』所収・貞観3年6月18日太政官符）。天安2年（858年）から貞観3年（861年）までの4年間、それまで使われていた大衍暦と併用された。これはこの前年に暦博士大春日真野麻呂の提案によって行われた大衍暦を改暦する前の試用であった（『日本文徳天皇実録』）が、試用開始の翌年に渤海使が宣明暦を請来すると、真野麻呂は宣明暦の採用を主張するようになった。貞観4年（863年）に真野麻呂の主導によって宣明暦が導入され、五紀暦が単独で用いられることはなかった。